# Lygten
Lygten er en gade i Københavns nordvestkvarter, der forbinder Nørrebrogade/Frederikssundsvej med Tagensvej.
Gaden er er opkaldt efter Lygteåen, der løb fra Lersøen, der hvor Lersøparken ligger i dag, til Søerne. I århundreder dannede åen grænseskellet mellem København og Brønshøj Sognekommune. I dag løber åen i rør under gaden.
Indtil 1873 hed det stykke af Nørrebrogade, der løber fra Jagtvej til Nørrebro Station, Lygtevej. For enden af Lygtevej lå den populære Lygtekro, der siden 1700-tallet havde betjent de vejfarende til og fra hovedstaden. Kroen blev revet ned i 1904, og på stedet opførtes i 1920'erne den nuværende stationsbygning.
Gaden rummer i dag Nørrebro Bycenter samt Lygten Station, der var var endestation for København-Slangerup Banen fra 1906 til 1976. Stationen er i dag kulturcenter, hvor der blandt andet arrangeres filmfremvisninger, koncerter og andre kulturelle arrangementer.
I gaden ligger også de tidligere bygninger for mejeriet Enigheden.